# Лапан (Баия)
Лапан (порт. Lapão)  —  муниципалитет в Бразилии, входит в штат Баия. Составная часть мезорегиона Северо-центральная часть штата Баия. Входит в экономико-статистический микрорегион Иресе. Население составляет 27 509 человек на 2006 год. Занимает площадь 638,317 км². Плотность населения — 43,1 чел./км².
Праздник города — 9 мая.

## История
Город основан в 1986 году.

## Статистика
- Валовой внутренний продукт на 2003 год составляет 60 245 074,00 реалов (данные: Бразильский институт географии и статистики).
- Валовой внутренний продукт на душу населения на 2003 год составляет 2296,71 реалов (данные: Бразильский институт географии и статистики).
- Индекс развития человеческого потенциала на 2000 год составляет 0,621 (данные: Программа развития ООН).

## География
В соответствии с классификацией Кёппена, климат относится к категории SA.